# Acatitla (estación)
Acatitla es una de las estaciones que forman parte del Metro de Ciudad de México, perteneciente a la Línea A. Se ubica al oriente de la Ciudad de México, en la alcaldía Iztapalapa.

## Información general
La estación se encuentra en la colonia Santa Martha Acatitla, zona que en la época prehispánica fue un asentamiento humano de enemigos de los mexicas, llamado Acatitla, que se denominó Santa Martha Acatitla después de la conquista española. Acatitla significa, en idioma náhuatl, "entre las cañas". Su símbolo es el pictograma del día caña del calendario solar azteca.

## Sitios de interés
- Faro de Oriente

## Salidas de la estación
- Norte: Calzada Ignacio Zaragoza y Sentimientos de la Nación, colonia Ermita Zaragoza.
- Sur: Calzada Ignacio Zaragoza y puente vehicular de la Avenida Amador Salazar, colonia Santa Martha Acatitla.

## Afluencia
El número total de usuarios para el 2014 fue de 4,317,650; el número de usuarios promedio para el mismo año fue el siguiente:
| Tipo de día   | Afluencia promedio |
| ------------- | ------------------ |
| Día festivo   | 7,585              |
| Día laboral   | 13,047             |
| Fin de semana | 9,245              |
| Anual         | 11,829             |

La siguiente tabla muestra la afluencia de la estación en los últimos 10 años:
| Afluencia Anual de Pasajeros | Afluencia Anual de Pasajeros | Afluencia Anual de Pasajeros | Afluencia Anual de Pasajeros | Afluencia Anual de Pasajeros | Afluencia Anual de Pasajeros |
| ---------------------------- | ---------------------------- | ---------------------------- | ---------------------------- | ---------------------------- | ---------------------------- |
| Año                          | Afluencia                    | A Diario                     | Ranking                      | Incremento                   | Ref.                         |
| 2023                         | 5,381,808                    | 14,744                       | 86°/195                      | -3.39%                       | [ 3 ]                        |
| 2022                         | 5,570,877                    | 15,262                       | 73°/175                      | +53.02%                      | [ 4 ]                        |
| 2021                         | 3,640,691                    | 9,974                        | 84°/195                      | -4.62%                       | [ 5 ]                        |
| 2020                         | 3,817,048                    | 10,429                       | 95°/195                      | -34.71%                      | [ 6 ]                        |
| 2019                         | 5,846,455                    | 16,017                       | 113°/195                     | +0.31%                       | [ 7 ]                        |
| 2018                         | 5,828,441                    | 15,968                       | 111°/195                     | -13.41%                      | [ 8 ]                        |
| 2017                         | 6,731,039                    | 18,441                       | 93°/195                      | +1.27%                       | [ 9 ]                        |
| 2016                         | 6,646,731                    | 18,160                       | 102°/195                     | +26.10%                      | [ 10 ]                       |
| 2015                         | 5,270,811                    | 14,440                       | 116°/195                     | -23.51%                      | [ 11 ]                       |
| 2014                         | 6,890,741                    | 18,878                       | 96°/195                      | +4.84%                       | [ 12 ]                       |